# Iris haynei

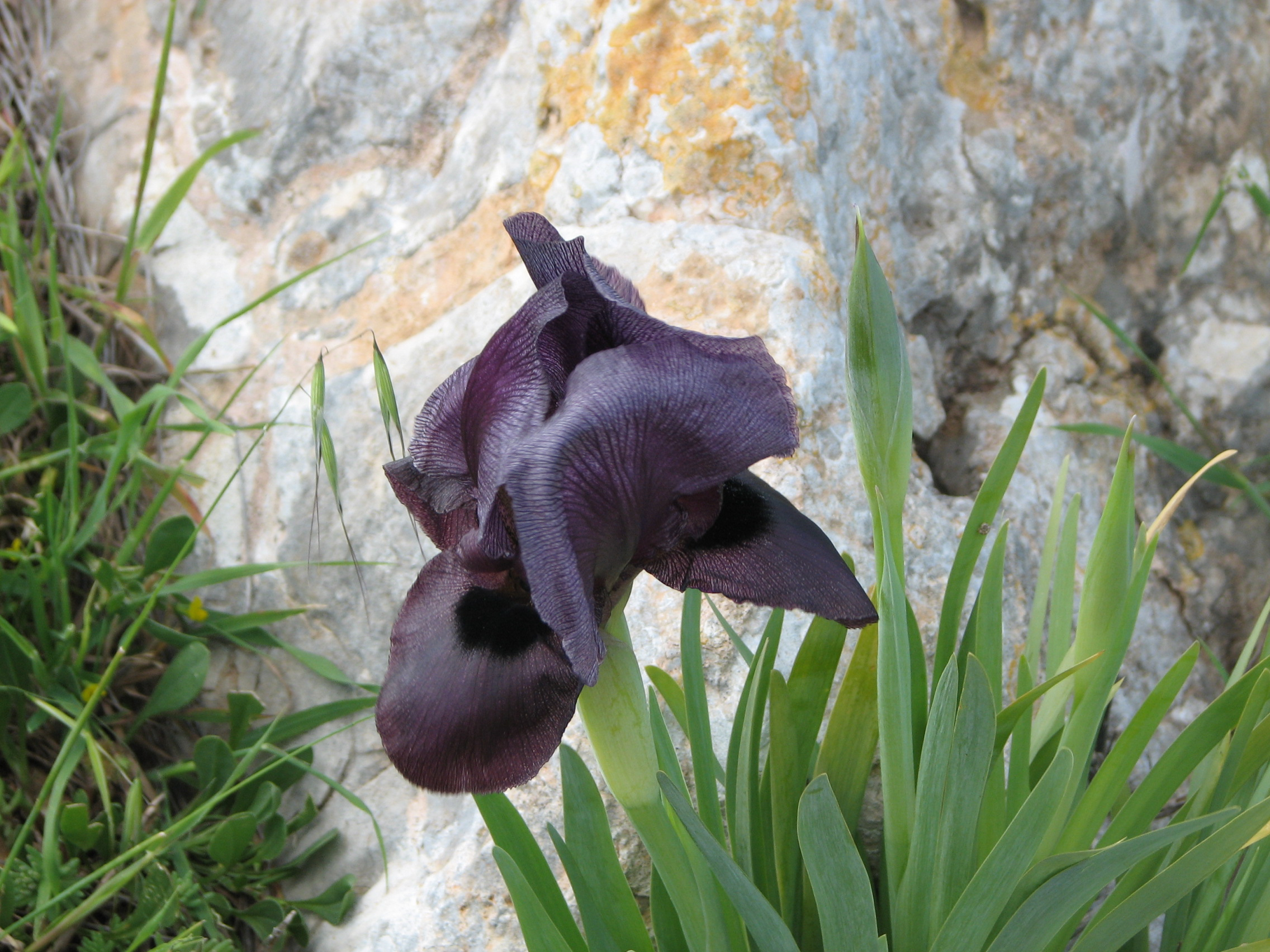
Kwiat

Iris haynei Baker – gatunek byliny należący do rodziny kosaćcowatych (Iridaceae), endemit Bliskiego Wschodu.

## Rozmieszczenie geograficzne
Występuje na obszarach o klimacie umiarkowanym w Azji Zachodniej. Gatunek jest endemitem następujących regionów i miejsc na Bliskim Wschodzie: Samarii, Dolnej Galilei (wraz z Górą Tabor), Doliny Bet Sze’an oraz Wzgórz Gilboa. Mniejsze skupiska Iris haynei można spotkać na Pustyni Judzkiej oraz w pobliżu kibucu w En Gew nad Jeziorem Genezaret.

## Morfologia
PokrójGeofit ryzomowy z grubym kłączem rosnącym pod powierzchnią ziemi i krótkimi, brązowymi rozłogami. Tworzy kępy. Szypuła kwiatostanu osiąga do 40–60 cm.
LiścieOd 5 do 8 liści, gładkich, równowąskomieczowatych lub lancetowatych, szarozielonych.
KwiatyPachnące, o średnicy od 10 do 12 cm; występują w odcieniach ciemnej purpury, fioletu, ciemnej czerwieni.

## Biologia i ekologia
Bylina kwitnąca na przełomie marca i kwietnia.
Występuje na śródziemnomorskich terenach lesistych i zakrzewionych oraz na skalistych stokach. Preferuje gleby bogate w wapień i dolomit, pobrzeża pól z terra rossa. Siedliska obejmują obszary od 150 do 550 m n.p.m.

## Konotacje kulturowe
W grudniu 1978 Poczta Izraela wydała znaczek o nominale 5,40 NIS z Iris haynei w serii z kwiatami chronionymi.
Palestyńskie Ministerstwo Środowiska wybrało 5 kwietnia 2016 Iris haynei narodowym kwiatem Palestyny, obok oliwki jako narodowego drzewa i nektarnika palestyńskiego jako narodowego ptaka. Okazją był 5. Narodowy Dzień Ochrony Środowiska.